# Приволжский район (Ивановская область)
Приво́лжский райо́н — административно-территориальная единица (район) и муниципальное образование (муниципальный район) на севере Ивановской области России.
Административный центр — город Приволжск, в 50 километрах к северо-востоку от областного центра, города Иваново.

## География
Расположен в северной части Ивановской области и граничит с Костромской областью. Северной границей района является река Волга. Площадь занимаемая районом — 602 км².

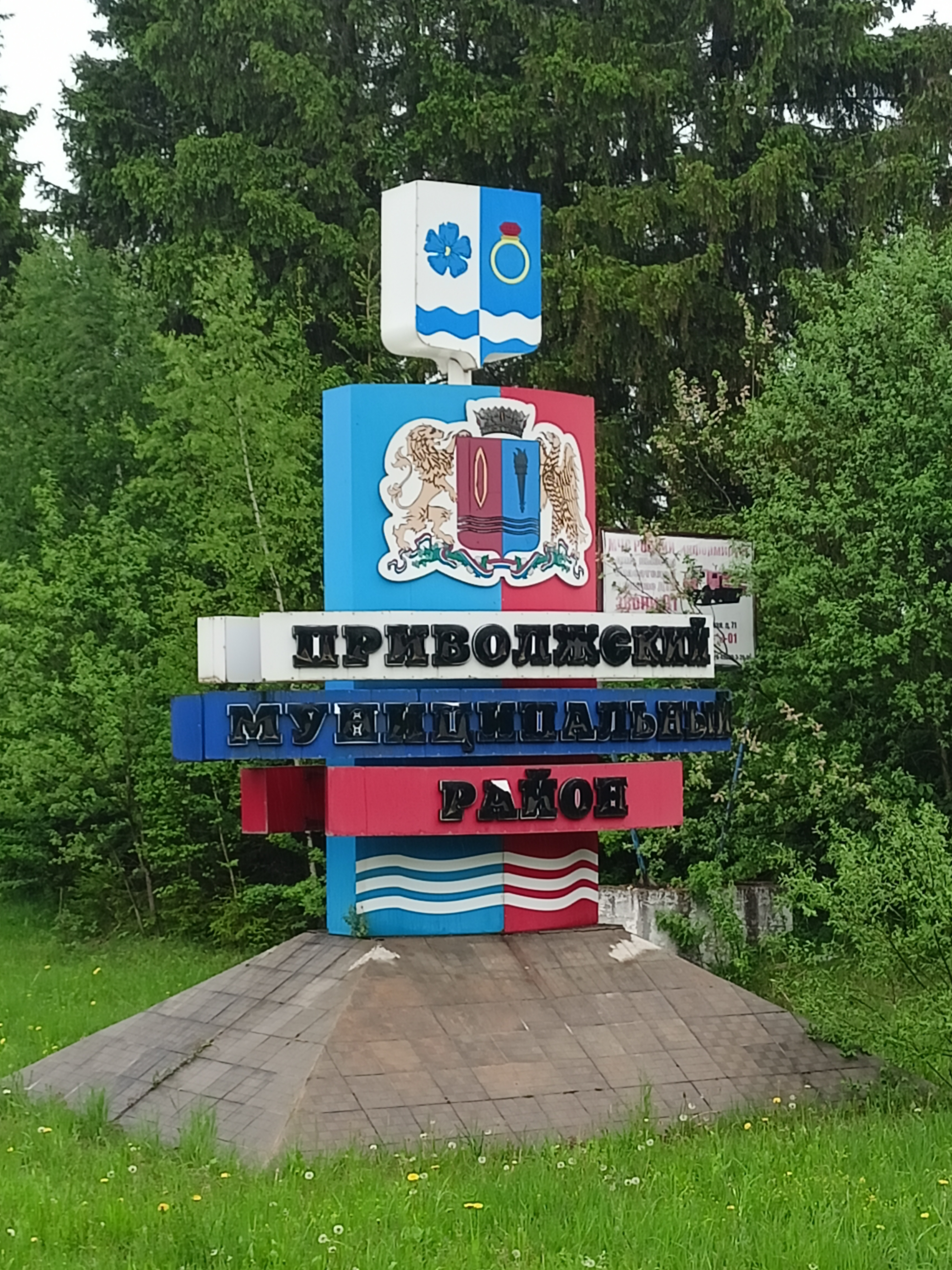

Приволжский и Фурмановский районы находятся на Ростово-Плёсской гряде, которая в Заволжском районе переходит в Галичско-Чухломскую.
Основные реки — Волга, Шача, Теза, Осья, Таха, Ингарь, Шохонка. По западному краю течёт речка Шача. С северо-запада на юго-восток течёт река-канал Волга-Уводь.

## История
До славян на данной территории проживало финно-угорское племя меря. Точная дата основания Плёсской крепости не известна. По мнению историка К. Е. Балдина, древнейшими городами Ивановской области являются Плёс и Юрьевец. Предположительно, впервые Плёс упомянут в Новгородской первой летописи под 1141 годом как место, где был пойман посадник Якун Мирославич, бежавший вместе с князем Святославом от гнева новгородцев в Суздаль к князю Юрию Долгорукому. Впрочем, идентификация данного места с нынешним городом не является общепринятой.
Район образован в соответствии с Указом Президиума Верховного Совета РСФСР от 27 марта 1946 года за счет разукрупнения Середского района. В район вошли сельсоветы: Анненский, Георгиевский, Гоко-Чириковский, Горшковский, Красинский, Креневский, Кунестинский, Меленковский, Новский, Рождественский, Толпыгинский, Яковлевский. 18 июня 1954 года в результате укрупнения ликвидированы сельсоветы Георгиевский, Меленковский, Яковлевский, Анненский. 22 августа 1960 года упразднён Новский сельсовет. 1 февраля 1963 года по Указу Президиума Верховного Совета РСФСР «Об укрупнении сельских районов, образовании промышленных районов и изменения подчинённости районов и городов Ивановской области» район ликвидирован, его территория вошла в Фурмановский сельский район, за исключением городов Приволжск и Плёс, переданных в административное подчинение Фурмановскому горсовету.
4 мая 1983 года район был восстановлен за счет части территории Фурмановского района. Во вновь образованный район переданы города Приволжск и Плёс, сельсоветы: Гоко-Чириковский, Красинский, Кунестинский, Новский, Рождественский, Плесский, Толпыгинский, Утесский. 2 ноября 1983 года Красинский сельсовет переименован в Ингарский. 27 сентября 1990 года образован Федорищенский сельсовет.
В 2005 году в рамках организации местного самоуправления был образован муниципальный район.

## Население
| 1959    | 1979    | 1989    | 2002    | 2009    | 2010    | 2011    | 2012    | 2013    |
| ------- | ------- | ------- | ------- | ------- | ------- | ------- | ------- | ------- |
| 36 558  | ↘34 287 | ↘33 992 | ↘28 730 | ↘26 847 | ↘26 327 | ↘26 282 | ↘25 905 | ↘25 747 |
| 2014    | 2015    | 2016    | 2017    | 2018    | 2019    | 2020    | 2021    |         |
| ↘25 412 | ↘24 976 | ↘24 486 | ↘24 190 | ↘23 813 | ↘23 497 | ↘23 338 | ↘22 176 |         |

### Урбанизация
Городское население (города Приволжск и Плёс) составляет 73.18 % населения района.

### Национальный состав
По итогам переписи населения 2020 года проживали следующие национальности (национальности менее 0,1 % и другое, см. в сноске к строке «Другие»):
| Национальность | Численность, чел. | Доля     |
| -------------- | ----------------- | -------- |
| Русские        | 20 749            | 93,57 %  |
| Армяне         | 104               | 0,47 %   |
| Цыгане         | 84                | 0,38 %   |
| Езиды          | 83                | 0,37 %   |
| Украинцы       | 80                | 0,36 %   |
| Татары         | 55                | 0,25 %   |
| Азербайджанцы  | 50                | 0,23 %   |
| Киргизы        | 27                | 0,12 %   |
| Другие         | 944               | 4,25 %   |
| Итого          | 22 176            | 100,00 % |

## Муниципально-территориальное устройство
В муниципальный район входят 5 муниципальных образований, в том числе 2 городских и 3 сельских поселения.
| № | Муниципальное образование         | Административный центр | Количество населённых пунктов | Население (чел.) | Площадь (км²) |
| - | --------------------------------- | ---------------------- | ----------------------------- | ---------------- | ------------- |
| 1 | Приволжское городское поселение   | город Приволжск        | 1                             | ↘14 332          | 7,00          |
| 2 | Плёсское городское поселение      | город Плёс             | 24                            | ↗2909            | 96,20         |
| 3 | Ингарское сельское поселение      | село Ингарь            | 34                            | ↗3012            | 129,84        |
| 4 | Новское сельское поселение        | село Новое             | 29                            | ↘1259            | 144,50        |
| 5 | Рождественское сельское поселение | село Рождествено       | 18                            | ↘664             | 85,24         |

## Населённые пункты
В Приволжском районе 106 населённых пунктов, в том числе 2 городских (города) и 104 сельских.
| №   | Населённый пункт | Тип     | Население | Муниципальное образование         |
| --- | ---------------- | ------- | --------- | --------------------------------- |
| 1   | Приволжск        | город   | ↘14 332   | Приволжское городское поселение   |
| 2   | Плёс             | город   | ↗1896     | Плёсское городское поселение      |
| 3   | Андреевское      | деревня | ↗39       | Ингарское сельское поселение      |
| 4   | Анненское        | деревня | →6        | Рождественское сельское поселение |
| 5   | Антоново         | деревня | 12        | Новское сельское поселение        |
| 6   | Барашово         | деревня | 40        | Ингарское сельское поселение      |
| 7   | Благинино        | деревня | ↗59       | Рождественское сельское поселение |
| 8   | Борисково        | деревня | 45        | Ингарское сельское поселение      |
| 9   | Бродки           | деревня | 2         | Новское сельское поселение        |
| 10  | Ванино           | деревня | 0         | Новское сельское поселение        |
| 11  | Василево         | деревня | 145       | Ингарское сельское поселение      |
| 12  | Васильевское     | деревня | 70        | Ингарское сельское поселение      |
| 13  | Васильчинино     | село    | ↗15       | Рождественское сельское поселение |
| 14  | Васькин Поток    | деревня | 144       | Ингарское сельское поселение      |
| 15  | Выголово         | деревня | 18        | Плёсское городское поселение      |
| 16  | Георгиевское     | село    | ↗30       | Новское сельское поселение        |
| 17  | Горки            | деревня | 62        | Новское сельское поселение        |
| 18  | Горки-Чириковы   | село    | ↘354      | Новское сельское поселение        |
| 19  | Горшково         | деревня | 84        | Плёсское городское поселение      |
| 20  | Грязки           | деревня | ↘21       | Рождественское сельское поселение |
| 21  | Данилково        | деревня | 44        | Ингарское сельское поселение      |
| 22  | Драчево          | деревня | ↗8        | Рождественское сельское поселение |
| 23  | Дудкино          | деревня | 48        | Ингарское сельское поселение      |
| 24  | Еропкино         | село    | ↘39       | Новское сельское поселение        |
| 25  | Ивановское       | село    | ↗30       | Ингарское сельское поселение      |
| 26  | Ивашково         | деревня | 5         | Плёсское городское поселение      |
| 27  | Иголково         | деревня | 8         | Новское сельское поселение        |
| 28  | Ильицыно         | деревня | 2         | Ингарское сельское поселение      |
| 29  | Ингарь           | село    | ↘1118     | Ингарское сельское поселение      |
| 30  | Карбушево        | деревня | 10        | Ингарское сельское поселение      |
| 31  | Касимовка        | деревня | 10        | Плёсское городское поселение      |
| 32  | Климово          | деревня | 1         | Плёсское городское поселение      |
| 33  | Ковалево         | деревня | ↘9        | Рождественское сельское поселение |
| 34  | Козлово          | деревня | 1         | Плёсское городское поселение      |
| 35  | Колышино         | деревня | 287       | Ингарское сельское поселение      |
| 36  | Коровино         | деревня | ↘10       | Рождественское сельское поселение |
| 37  | Косиково         | деревня | 30        | Новское сельское поселение        |
| 38  | Котельницы       | деревня | 8         | Новское сельское поселение        |
| 39  | Кочергино        | деревня | 0         | Плёсское городское поселение      |
| 40  | Красинское       | село    | ↘120      | Ингарское сельское поселение      |
| 41  | Кренево          | деревня | 18        | Плёсское городское поселение      |
| 42  | Куделиха         | деревня | 0         | Ингарское сельское поселение      |
| 43  | Кунестино        | село    | ↘190      | Ингарское сельское поселение      |
| 44  | Кунистино Малое  | деревня | 89        | Ингарское сельское поселение      |
| 45  | Курочкино        | деревня | 0         | Новское сельское поселение        |
| 46  | Лаптиха          | деревня | →0        | Новское сельское поселение        |
| 47  | Левашиха         | деревня | 1         | Плёсское городское поселение      |
| 48  | Лещёво           | деревня | 22        | Ингарское сельское поселение      |
| 49  | Лодыгино         | деревня | →0        | Рождественское сельское поселение |
| 50  | Макарово         | деревня | 3         | Новское сельское поселение        |
| 51  | Мальцево         | деревня | 15        | Плёсское городское поселение      |
| 52  | Меленки          | деревня | 28        | Новское сельское поселение        |
| 53  | Мелехово         | село    | 27        | Ингарское сельское поселение      |
| 54  | Мескорицы        | деревня | 5         | Новское сельское поселение        |
| 55  | Миловка          | село    | 32        | Плёсское городское поселение      |
| 56  | Митино           | деревня | 35        | Новское сельское поселение        |
| 57  | Михалево         | деревня | ↘5        | Рождественское сельское поселение |
| 58  | Неверово         | деревня | 0         | Ингарское сельское поселение      |
| 59  | Неданки          | деревня | 12        | Ингарское сельское поселение      |
| 60  | Новинское        | село    | ↗8        | Ингарское сельское поселение      |
| 61  | Новое            | село    | ↗624      | Новское сельское поселение        |
| 62  | Ногино           | село    | ↘44       | Плёсское городское поселение      |
| 63  | Обернишино       | деревня | →0        | Рождественское сельское поселение |
| 64  | Оделево          | село    | ↘1        | Новское сельское поселение        |
| 65  | Орешки           | деревня | 4         | Плёсское городское поселение      |
| 66  | Парушево         | деревня | 90        | Новское сельское поселение        |
| 67  | Пеньки           | село    | 72        | Плёсское городское поселение      |
| 68  | Перемилово       | деревня | 8         | Новское сельское поселение        |
| 69  | Петровское       | деревня | 10        | Ингарское сельское поселение      |
| 70  | Петрунино        | деревня | 7         | Новское сельское поселение        |
| 71  | Поверстное       | село    | 198       | Новское сельское поселение        |
| 72  | Поддубново       | деревня | 9         | Ингарское сельское поселение      |
| 73  | Полозище         | деревня | →23       | Рождественское сельское поселение |
| 74  | Полутиха         | деревня | 2         | Новское сельское поселение        |
| 75  | Попково          | деревня | 11        | Плёсское городское поселение      |
| 76  | Режево           | деревня | 1         | Новское сельское поселение        |
| 77  | Рогачёво         | деревня | 60        | Ингарское сельское поселение      |
| 78  | Рождествено      | село    | ↗342      | Рождественское сельское поселение |
| 79  | Русиха           | деревня | 4         | Ингарское сельское поселение      |
| 80  | Рылково          | деревня | 14        | Ингарское сельское поселение      |
| 81  | Рыспаево         | деревня | 6         | Ингарское сельское поселение      |
| 82  | Ряполово         | деревня | 25        | Новское сельское поселение        |
| 83  | Сандырево        | деревня | 23        | Ингарское сельское поселение      |
| 84  | Сараево          | село    | ↗122      | Рождественское сельское поселение |
| 85  | Северцево        | село    | ↗635      | Плёсское городское поселение      |
| 86  | Селиверстово     | деревня | ↗7        | Рождественское сельское поселение |
| 87  | Скородумка       | деревня | 4         | Плёсское городское поселение      |
| 88  | Спасское         | деревня | ↘62       | Плёсское городское поселение      |
| 89  | Стафилово        | деревня | 18        | Ингарское сельское поселение      |
| 90  | Столово          | деревня | 6         | Ингарское сельское поселение      |
| 91  | Тарханово        | деревня | 107       | Ингарское сельское поселение      |
| 92  | Татищево         | деревня | 2         | Плёсское городское поселение      |
| 93  | Толпыгино        | село    | ↘534      | Ингарское сельское поселение      |
| 94  | Удиха            | деревня | 3         | Новское сельское поселение        |
| 95  | Укладницы        | деревня | ↗12       | Рождественское сельское поселение |
| 96  | Утёс             | посёлок | 185       | Плёсское городское поселение      |
| 97  | Федорище         | деревня | ↘351      | Рождественское сельское поселение |
| 98  | Филисово         | деревня | 116       | Плёсское городское поселение      |
| 99  | Фроловка         | деревня | 0         | Новское сельское поселение        |
| 100 | Храпуново        | деревня | 7         | Новское сельское поселение        |
| 101 | Церковное        | деревня | 7         | Плёсское городское поселение      |
| 102 | Шаляпино         | деревня | 5         | Плёсское городское поселение      |
| 103 | Шербинино        | деревня | ↗44       | Рождественское сельское поселение |
| 104 | Шилово           | деревня | 3         | Новское сельское поселение        |
| 105 | Ширяиха          | деревня | 38        | Ингарское сельское поселение      |
| 106 | Шолгомошь        | деревня | →0        | Рождественское сельское поселение |

Упразднённые населённые пункты:
- 2004 год — деревни Ананенка, Алексеевское Старое, Григорево, Кузнечиха, Подъельное, Поседово, Поповка, Чурилово[26]

## Народные промыслы и ремесла
Из старинных традиционных промышленных видов производства можно выделить два основных направления — это текстильное: производство хлопчатобумажных и льняных тканей с художественной обработкой, швейное дело (ООО «Яковлевская мануфактура», ООО «ПШЦ», ООО «ПШЦ-2», ООО «Рукавичка», ООО «Оника») и производство ювелирных изделий из золота, серебра и недрагоценных металлов ЗАО «Приволжский ювелирный завод Красная Пресня», ЗАО «Мастерская Алмаз-Холдинг № 2», ООО «Фабрика Приволжский ювелир»(производство и продажа серебряных украшений, услуги по гальванопокрытию), филиал ООО «Скайлог», мастерских индивидуальных предпринимателей: Артамонова В. К. («Алмаз»), Тевризова В. Г., Воробьева С. Е. («Кардинал»). Высокую художественную ценность имеют авторские уникальные произведения местных художников.

## Природно-ландшафтный комплекс
Характерной чертой района является наличие чистой окружающей среды, живописных лесных и речных угодий, ресурсов для любительской охоты и рыбалки, сбора ягод и грибов, достопримечательных пригородов. В лесах много грибов, ягод (малина, черника, клюква, брусника), растет лесной орех, водятся дикие копытные животные, пушной зверь, боровая и болотная дичь. Охотничьи угодья расположены за д. Макарово, с. Сараево, д. Обернишино, д. Петровское, п. Пеньки. В районе имеется следующие озера и искусственные водоемы: у д. Благинино есть Большой Паскарин пруд, озеро Меленковское у д. Меленки, Карбушевское водохранилище у д. Карбушево, искусственный водоем «Березка», барский пруд в с. Ногино. Все они являются местами отдыха населения.
Плёс является городом — парком. На горном ландшафте Плёса сложилась природная микрозона, резко выделяющаяся на фоне всего Поволжья. Город окружен кольцом густых лесов, на улицах растут вековые деревья (тополя, клёны, ясени, вязы). На улицах, на склонах гор они очень могучи в два-три обхвата. И во всем этом обширном природном парке главенствуют березы. Глубина некоторых оврагов в Плёсе достигает тридцати метров. По обрывам — орешники, осинники, жимолость. Сухой воздух, смягченный рекой Волгой свеж и чист.

## Экологическая обстановка
Объектов катастрофической опасности не имеется. По данным ФГУ «ст. Агрохимическая служба Ивановская» загрязнение почвы соответствует норме, превышения содержания тяжелых металлов на протяжении последних 10 лет не наблюдается. Радиационный фон (Зиверт) от 10 мкР\час до 15мкР\час. Количество мест с превышением нормы радиационного фона не выявлено. Площадь полигонов захоронения ТБО составляет 4,85 га.

## Известные люди
С историей Приволжского района связано много знаменитых имён:
- Педагог-просветитель Дмитрий Иванович Тихомиров. Был уроженцем с. Рождествено (18 км от Приволжска). Д. И. Тихомирову была присуждена Большая золотая медаль Петербургского комитета грамотности. Также он был издателем и занимался редактированием прогрессивного журнала «Детское чтение».
- Полководец Александр Васильевич Суворов (с. Сараево было пожаловано ему за службу Отечеству). В 1795 году здесь была построена церковь в честь иконы Казанской Божьей Матери. Суворов оставил в церкви свой образ, врезанный в икону Двунадесятых Праздников.
- Писатель Николай Павлович Смирнов, уроженец Плёса. Один из основателей и редакторов альманаха «Охотничьи просторы», вышедший в 1950 году. В 1969 году написал книгу «Золотой Плёс».
- Актёр, народный артист СССР Олег Иванович Борисов. Родился в с. Большое Яковлевское (ныне г. Приволжск). В 1988 году ему присвоено звание почётного гражданина г. Приволжска.
- Актёр, народный артист России Лев Иванович Борисов. Родился в Плёсе.

Приволжский район посещали:
- Мыслитель и учёный Павел Александрович Флоренский (в 1904—1909, с. Толпыгино).
- Певец Фёдор Иванович Шаляпин (в 1910, Порошино).
- Нарком просвещения (в 1919) А. В. Луначарский. Он первым обратил внимание, что город можно превратить в зону отдыха и вдохновения и в 1921 году организовал в Плёсе детский санаторий.
- Художник Исаак Ильич Левитан. В г. Плёс он создал знаменитые картины «Вечер. Золотой Плёс», «Березовая роща», «После дождя. Плёс» и многие другие. В городе открыт Дом-музей Левитана. Говорят «Левитан прославил Плёс».

Также Приволжский район посещали В. В. Верещагин, И. Е. Репин, Ф. А. Васильев, и другие известные деятели культуры.
По данным портала «Свободная пресса» со ссылкой на свидетельства жителей, в посёлке Миловка построены дача премьер-министра Медведева, а у деревни Порошино — особняк президента Путина.

## Промышленность и сельское хозяйство
В общем объёме выпускаемой продукции значительную долю занимает промышленность. (3 крупных предприятия) Основной промышленный потенциал района представлен ювелирной, текстильной и пищевой промышленностью. На протяжении многих лет стабильно функционируют предприятия Приволжский ювелирный завод «Красная Пресня» и ООО "фабрика «Приволжский ювелир». Наиболее крупным промышленным предприятием по числу работающих является ООО «Яковлевская мануфактура». В ассортименте продукции, выпускаемом ООО «Яковлевская мануфактура» жаккардовые изделия, столовое бельё, скатерти, дорожки, полотенца, холст полотняный, скатертное полотно. Льняные и полульняные ткани, а также ткани костюмно-плательные и бельевые. Пищевая промышленность в районе представлена ОАО «Приволжский хлебокомбинат».
В 2007 году отгружено товаров собственного производства, выполнено работ и услуг собственными силами по обрабатывающим видам деятельности по крупным и средним предприятиям — 1,3 млрд.руб.
Потребительский рынок товаров и услуг относительно насыщен. Сеть предприятий розничной торговли насчитывает 205 объектов, 35 предприятий общественного питания и 52 предприятия бытового обслуживания населения. В сфере малого предпринимательства работают: 190 малых предприятий и 420 индивидуальных предпринимателей. На территории района располагаются малые предприятия по производству колбасных изделий и копченостей; по производству и переработке рыбы; по производству печения; 5 ювелирных мастерских; 6 швейных цехов.
Малое предпринимательство создает новые рабочие места, чем снижает социальную напряженность в районе. В 2007 году в этой сфере было занято около 2300человек, что составляет почти 14 % от экономически активного населения района. За прошлый год оборот малых предприятий составил почти 145 млн.руб.
В 2007 году произведено продукции сельского хозяйства в сельхозорганизациях на сумму около 105 млн руб. или почти на 40 % больше к уровню прошлого года в действующих ценах. Ведущей отраслью сельскохозяйственного производства является животноводство, где проводится работа по улучшению использования биологических возможностей молочного стада. Отрасль растениеводства в сельскохозяйственном производстве района в основном направлена на обеспечение отрасли животноводства кормами.

## Памятные даты истории
- 1484 — первое упоминание о селе Яковлевском в деловой грамоте боярина Семена Сабурова.
- 1523 — первое упоминание о церкви Николая Чудотворца. Восстановление после пожара − 1775 год (деревянная), 1779 год — (кирпичная). 1989 год — разрушена ударом молнии, в 1990 году — завершено её восстановление.
- 1560 — по духовной грамоте Семена Сабурова село Яковлевское перешло во владение Ипатьевского монастыря в г. Костроме.
- 1763 — по ведомости Ипатьевского монастыря в селе Яковлевском с деревнями насчитывалось 620 душ.
- 1774 — указом императрицы Екатерины село Яковлевское отторгнуто от Ипатьевского монастыря и приписано к Коллегии экономии государства, крестьяне получили название экономических.
- 1775 — село Большое Яковлевское (ныне г. Приволжск) включено в состав Нерехтского уезда Костромской губернии с правом волостного управления.
- 1845 — начало развития текстильного производства в селе Большое Яковлевское (ныне г. Приволжск). Местный крестьянин С. Д. Сидоров первым открыл раздаточную контору и сновальню.
- 1848 — открыта первая ручная ткацкая мануфактура.
- 1858 — крестьянин Е. С. Крымов начал строительство корпуса для ручной ткацкой фабрики.
- 1862 — по сведениям из «Памятной книги Костромской губернии» в селе Яковлевском значатся 301 душа обоего пола, дворов — 55, каменный дом — 1, лавок — 3.
- 1864 — крестьянин В. Ф. Дороднов построил на реке Тахе сновальню и ручную белилку.
- 1870 — купец С. Д. Сидоров открыл механическую ткацкую фабрику на 200 станков. Этот год и считается годом основания Яковлевского льнокомбината.
- 1882 — на средства яковлевских купцов С. Д. Сидорова, Е. С. Крымова и В. Ф. Дороднова в селе построена старообрядческая церковь.
- 1902 — хозяйка Рогачевской мануфактуры К. Е. Симонова построила двухэтажное каменное здание, в котором открыла детский приют и «Образцовую» школу.
- 1904 — владелец фабрики М.Сидоров построил в селе двухэтажное каменное здание, где была обустроена больница с родильным отделением.
- 1905 — на средства прихожан и вклады яковлевских купцов на окраине села построена церковь.
- 1918 — на 2-м съезде Советов была образована новая губерния с центром в Иваново-Вознесенске. Постановлением пленума губисполкома от 5 августа утверждено разделение губерний на пять уездов: Кинешемский, Шуйский, Тейковский, Юрьеветский и Середской. В состав Середского вошло село Большое Яковлевское (ныне г. Приволжск). Льнопрядильная и полотняно-ткацкая фабрика «Товарищества мануфактуры Василия Дороднова сыновья» национализирована декретом СНК РСФСР от 28 июня.
- 1918 — постановлением ВЦИК от 2 декабря был образован Яковлевский сельский Совет.
- 1919 — национализирована льнопрядильно-ткацкая и отбельно-отделочная фабрика Рогачевской мануфактуры К. Е. Симоновой.
- 1920 — образована Яковлевская объединённая льнофабрика.
- 1924 — село Большое Яковлевское (ныне г. Приволжск) преобразовано в рабочий поселок Яковлевский.
- 1931 — на базе трех фабрик основан Яковлевский льнокомбинат.
- 1938 — население п. Яковлевского составляло 16 700 человек.
- 1938 — указом президиума Верховного Совета РСФСР от 26 октября рабочий поселок Яковлевский преобразован в город Приволжск.
- 1939 — постановлением от 26 октября закрыт собор Николая Чудотворца.
- 1946 — образован Приволжский район с административным центром в городе Приволжске.
- 1963 — в связи с укрупнением районов Приволжский район упраздняется, его территория отходит к Фурмановскому сельскому району.
- 1966 — построен новый автодорожный железобетонный мост через реку Таху.
- 1983 — вновь образован Приволжский район. Население района — 34,5 тыс. человек.
- 1984 — исполнилось 500 лет со дня первого упоминания о селе Яковлевском, ныне г. Приволжска.
- 1989 — по решению Ивановского обисполкома от 18 сентября собор Николая Чудотворца с разрушенной молнией колокольней передан Николо-Воскренскому религиозному сообществу.
- 1990 — 12 декабря завершено восстановление пятиглавия собора Николая Чудотворца. Богослужение завершилось воздвиженьем крестов на соборе и крестным ходом.
- 2006 — открытие церковно-приходской гимназии на территории Никольского женского монастыря.
- 2008 — городу Приволжску 70 лет. Приволжскому району 25 лет.
- 2009 — ЗАО Приволжскому ювелирному заводу «Красная Пресня» исполняется 70 лет с момента образования.

## Туризм

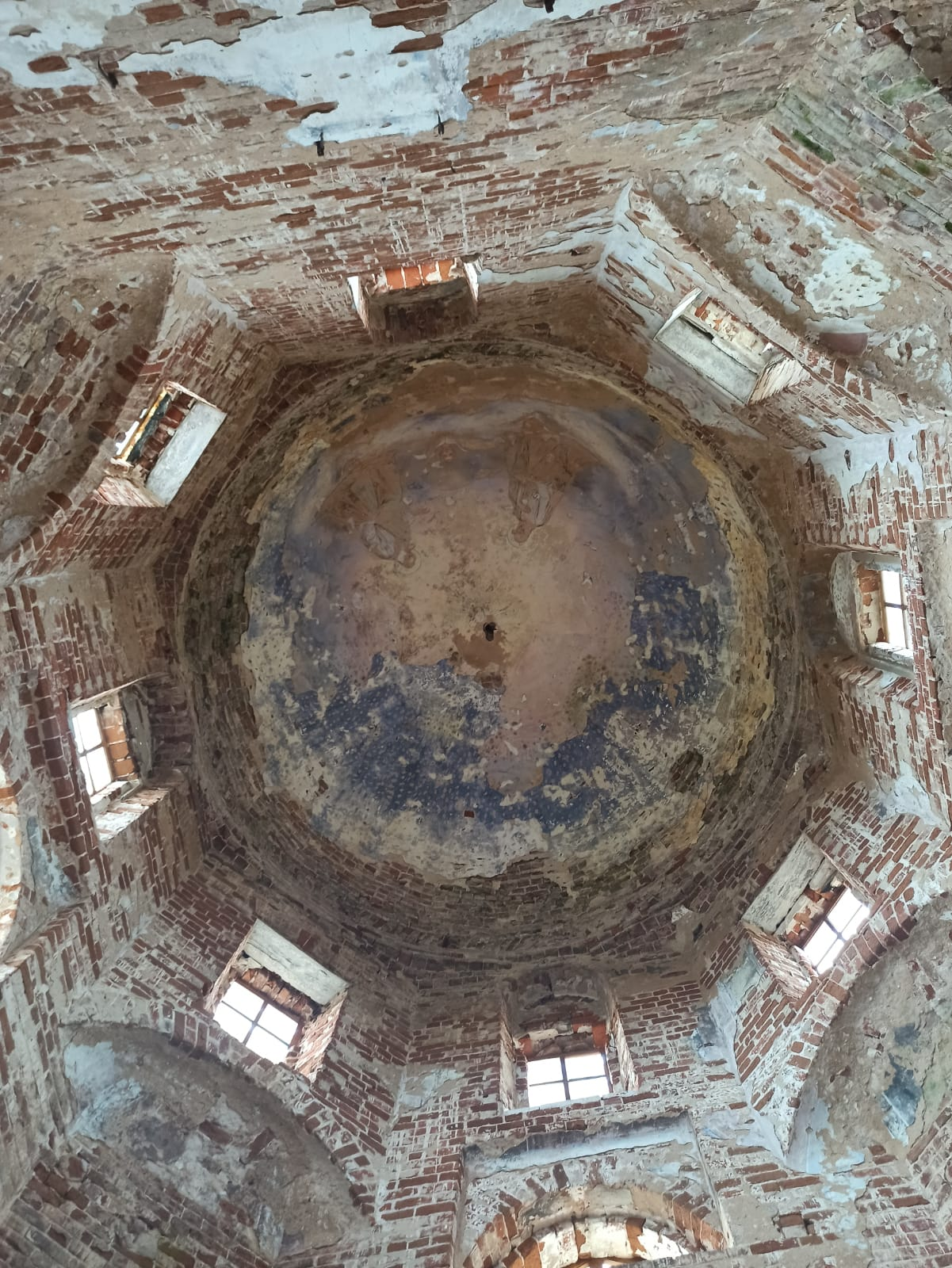
Росписи храма Николая Чудотворца в Кузьмине

Просторы Приволжского района дают широкие возможности для развития рекреационного туризма. Знаменитый волжский город Плёс с прилегающими к нему землями имеет наибольшим туристско-рекреационным потенциалом. Плёс обладает несомненными конкурентными преимуществами в сравнении с другими городами и территориями Ивановской области. Территория подходит для масштабного развития туризма и с точки зрения сформировавшегося потока туристов, и с точки зрения перспективы его наращивания, в частности- культурно-познавательного, делового, событийного и других видов туризма. В целях развития на территории района туристической отрасли разработана областная программа «Развития туризма в городе Плёс».